# IndieWeb

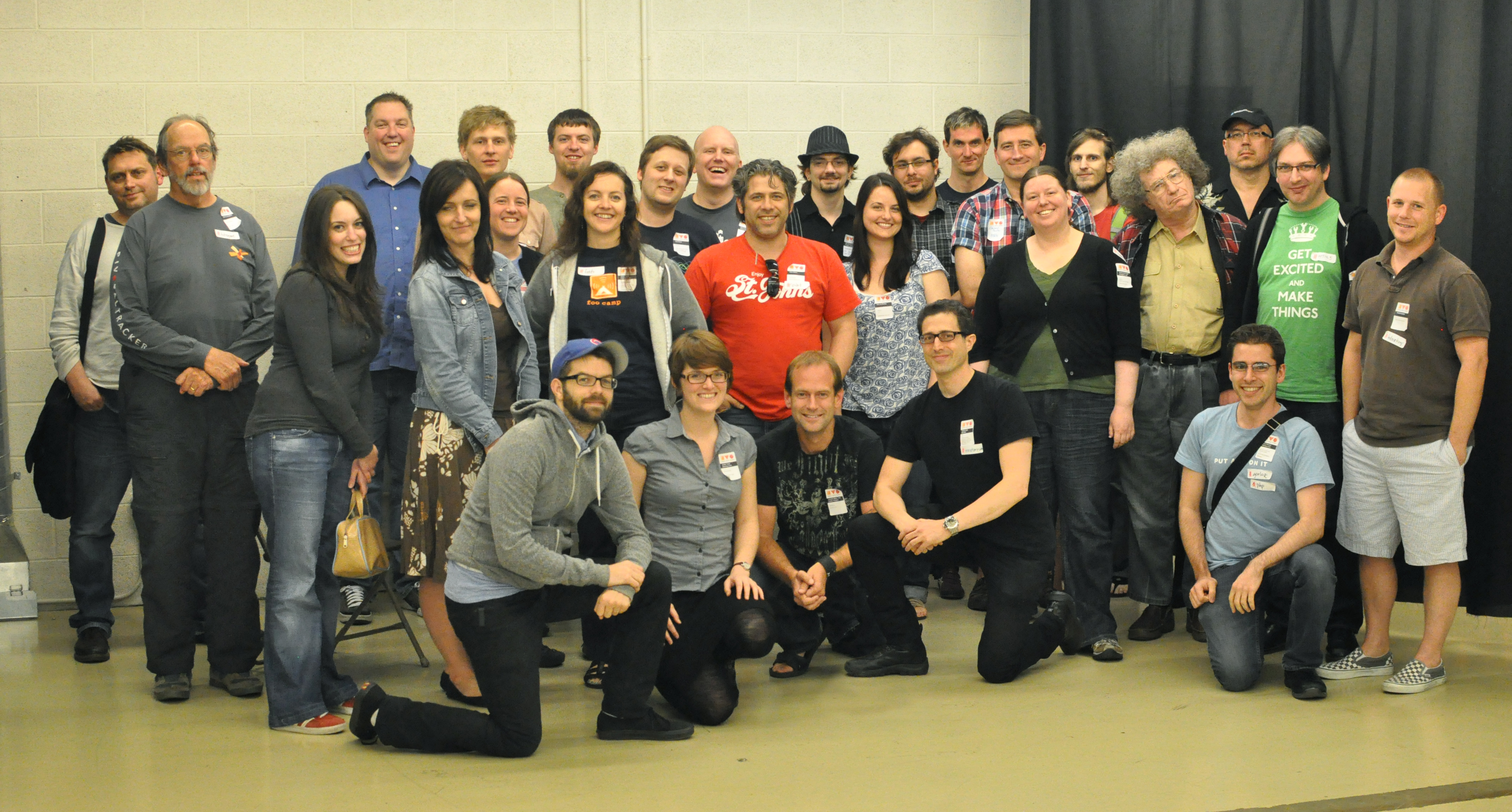
IndieWebCamp năm 2011

IndieWeb là một cộng đồng gồm những người xây dựng phần mềm cho phép các trang web cá nhân, được lưu trữ độc lập duy trì tình trạng độc lập dữ liệu xã hội của họ trên những tên miền của riêng mình thay vì trên các dịch vụ mạng xã hội tập trung, có quy mô lớn. IndieWeb do Tantek Çelik, Amber Case, Aaron Parecki, Crystal Beasley, và Kevin Marks phát triển lần đầu tiên tại một loạt hội nghị được biết đến với tên gọi IndieWebCamp, nó sử dụng một bộ công cụ bao gồm Webmention và Microformat theo thứ tự để phân cấp giao tiếp xã hội và phân phối nội dung.